# Ineni (királyné)

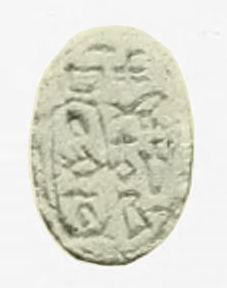
Ineni egyik szkarabeusza

Ineni (vagy Ini) ókori egyiptomi királyné a XIII. dinasztia idején.
Huszonegy szkarabeuszról és egy Kermában (Núbia) talált pecsétlenyomatról ismert. Ezek stílusuk alapján a XIII. dinasztia korának második felére datálhatóak, Ineni talán az ebben az időben viszonylag hosszú ideig uralkodó Mernoferré Ay felesége volt, akinek szintén nagy számú szkarabeusza maradt fenn. Ineni az egyik legkorábbi királyné, aki nevét kártusba írhatta. Viselte a „nagy királyi hitves” és az „aki egy a fehér koronával” címeket.